# Drömpojken
Drömpojken är en svensk film från 1964 i regi av Karin Falck. I rollerna ses bland andra Stig Grybe, Lena Söderblom och Lill Lindfors. Filmen var Falcks långfilmsdebut som regissör.
Filmen spelades in våren 1964 i Europafilms studio i Sundbybergs stad samt i Stockholm (bland annat på Grand Hôtel). Fotograf var Tony Forsberg och klippare Lars Hagström. Originalmusik komponerades av Harry Arnold. Filmen premiärvisades den 12 oktober 1964 på biograferna Grand i Norrköping och Saga i Stockholm. Den var 91 minuter lång och barntillåten.

## Handling
Ante Nordlund är på väg till Stockholm för att söka lyckan.

## Rollista
- Stig Grybe – Ante Nordlund
- Lena Söderblom – Eva Jonsson
- Lill Lindfors – Sabina Nilsson, skådespelare
- Sven-Bertil Taube	– Max Lander, teaterdirektör
- Eva Stiberg – Harriet Jonsson, Evas mor
- Jan Erik Lindqvist – Rune Jonsson, Evas far
- Åke Fridell – Pettersson, direktör
- Dagmar Bentzen – fru Pettersson
- Inga Gill	– en grannfru
- Curt Masreliez – diplomat
- Inger Taube – diplomatens dam
- Sten Ardenstam – hotellportier
- Mille Schmidt – hotellvaktmästare

### Fotnoter
1. 1 2 3  ”Drömpojken”. Svensk Filmdatabas. http://sfi.se/sv/svensk-filmdatabas/Item/?itemid=4695&type=MOVIE&iv=Basic&ref=/templates/SwedishFilmSearchResult.aspx?id%3d1225%26epslanguage%3dsv%26searchword%3ddr%C3%B6mpojken%26type%3dMovieTitle%26match%3dBegin%26page%3d1%26prom%3dFalse. Läst 3 april 2013.